# Dolomedes macrops
Dolomedes macrops är en spindelart som beskrevs av Simon 1906. Dolomedes macrops ingår i släktet Dolomedes och familjen vårdnätsspindlar.
Artens utbredningsområde är Sudan. Inga underarter finns listade i Catalogue of Life.